# Баташов, Константин Николаевич
Константин Николаевич Баташо́в (31 января 1918, Тифлис, Закавказский комиссариат — 19 декабря 1991, Москва) — советский артист балета.

## Биография
Родился 31 января 1918 года в Тифлисе (ныне Тбилиси, Грузия). Окончил Бакинское хореографическое училище (педагоги Г. И. Язвинский, В. Е. Николаев). В 1935—1989 годах солист балета АзГАТОБ имени М. Ф. Ахундова. Сын — композитор К. К. Баташов.
Умер 19 декабря 1991 года в Москве.

## Балетные партии
- «Девичья башня» А. Б. Бадабейли— Полад, Джангир
- «Красный мак» Р. М. Глиэра — Ма Личен
- «Семь красавиц» К. А. Караева — Мензер, Бахрам
- «Тропою грома» К. А. Караева — Мако
- «Барышня и хулиган» Д. Д. Шостаковича — Вожак
- «Арлекинада» — Пьер
- «Гюльшен» С. И. Гаджибекова — Азад
- «Легенда о любви» А. Д. Меликова — Визирь

## Награды и звания
- народный артист Азербайджанской ССР (1958).
- Сталинская премия второй степени (1952) — за исполнение партии Азада в балетном спектакле «Гюльшен» С. И. Гаджибекова, поставленный на сцене АзГАТОБ имени М. Ф. Ахундова (1950).
- орден «Знак Почёта» (9.6.1959) — за выдающиеся заслуги в развитии азербайджанского искусства и литературы и в связи с декадой азербайджанского искусства и литературы в Москве.